# بيت الزكاة والصدقات المصري
بيت الزكاة والصدقات المصري هو صندوق ذو شخصية اعتبارية يتمتع بالاستقلال المالي والإداري ومقره مدينة القاهرة. أنشئ الصندوق بموجب القانون رقم 123 لسنة 2014، ويخضع لإشراف شيخ الأزهر.

## أهداف الصندوق
- صرف أموال الزكاة في وجوهها المقررة شرعاً
- تنمية وصرف أموال الصدقات والتبرعات والوصايا والهبات والإعانات الخيرية في أعمال البر
- التوعية بفريضة الزكاة ودورها في تنمية المجتمع
- بث روح التكافل والتراحم بين أفراد المجتمع.[2][4]

## موارد الصندوق
- أموال الزكاة التي تقدم طواعية من الأفراد أو غيرهم.
- الصدقات والتبرعات والهبات والوصايا والإعانات التي يتلقاها البيت ويقبلها مجلس أمناء البيت.
- مقابل الخدمات التي يؤديها البيت للغير.
- عائد استثمار أموال البيت في الأنشطة التي لا تتعارض مع أهدافه.
- أي موارد أخرى يقبلها مجلس الأمناء.[2][5]

## مجلس الأمناء

### اختصاصات المجلس
يتولى أدارة البيت مجلس أمناء من الشخصيات العامة من ذوي الخبرة في العلوم الشرعية والنواحي الاقتصادية والمالية والقانونية والفنية وإدارة الأعمال وغيرها من النواحي ذات الصلة وله على الأخص:
- قبول أموال الزكاة والصدقات والتبرعات والهبات والوصايا والإعانات.
- الموافقة على ما يصرف من أموال البيت في وجوهها المقررة شرعا وتحديد أولوياتها.
- رسم السياسة العامة للبيت.
- إقرار خطط وبرامج نشاط البيت.
- تحديد أوليات عمل البيت.
- تحديد أوجه أستثمار أموال البيت.
- التنسيق والتعاون مع الهيئات والجهات والجمعيات والمؤسسات الأهلية وغيرها من الكيانات ذات الصلة بنشاط البيت.
- اقتراح مشروعات القوانين المتعلقة بعمل البيت.
- إقرار مشروع الموازنة السنوية للبيت وحسابه الختامي.
- إقرار الهيكل التنظيمي واللوائح الداخلية للبيت.
- اختيار الأمين العام وتحديد مدته ومعاملته المالية.
- اختيار أحد المكاتب المتخصصة لمراقبة حساباته.
- إصدار القرارات اللازمة لتنفيذ أحكام هذا القانون.[2][6]

### تشكيل المجلس
- الأستاذ الدكتور/ أحمد الطيب (شيخ الأزهر الشريف).
- المهندس / إبراهيم محلب (رئيس مجلس الوزراء الأسبق).
- الدكتور/ شوقي علام (مفتي جمهورية مصر العربية).
- الدكتورة / شيرين الشواربي (أستاذة الاقتصاد بكلية الاقتصاد والعلوم السياسية - جامعة القاهرة).
- المهندس / عاطف حلمي (وزير الاتصالات وتكنولوجيا المعلومات الأسبق).
- المستشار / عبد الوهاب عبد الرازق حسن (رئيس المحكمة الدستورية الأسبق).
- الدكتور / عبد الله بن عبد العزيز الربيعة (المشرف العام على مركز الملك سلمان للإغاثة والأعمال الإنسانية).
- الدكتور / فاروق عبد الباقي العقدة (محافظ البنك المركزي الأسبق).
- السفيرة / فايزة أبو النجا (مستشار السيد رئيس الجمهورية للأمن القومي).
- الدكتور / محمد أحمد على سلطان (محافظ الإسكندرية الأسبق).
- الأستاذ / محمد حاجي الخوري (المدير العام لمؤسسة الشيخ خليفة بن زايد آل نهيان للأعمال الإنسانية).
- الدكتور / محمد مصطفى عمران (رئيس هيئة الرقابة المالية).
- الأستاذ / محمد ناصر الجبري (رئيس مجلس إدارة بيت الزكاة الكويتي).
- الدكتور / مصطفى السيد (الأمين العام للمؤسسة الخيرية الملكية بالبحرين).
- الأستاذ / ممتاز السعيد (وزير المالية الأسبق).
- الأستاذ / نصر فريد واصل (مفتي الجمهورية الأسبق عضو هيئة كبار العلماء).
- الأستاذ / هشام عكاشة (رئيس مجلس إدارة البنك الأهلي).[6]

## وصلات خارجية
- الموقع الرسمي